# Parque nacional Meseta Blackdown
Meseta Blackdown es un parque nacional en Queensland (Australia), ubicado a 576 km al noroeste de Brisbane.

## Datos
- Área: 320 km²
- Coordenadas: 23°43′25″S 149°03′37″E / -23.72361, 149.06028
- Fecha de Creación: 1991
- Administración: Servicio para la Vida Salvaje de Queensland
- Categoría IUCN: II

Véase también:
- Zonas protegidas de Queensland

- Datos: Q880783
- Multimedia: Blackdown Tableland National Park / Q880783